# جوش إنجل
جوش إنجل (بالإنجليزية: Josh Engel)‏ هو لاعب هوكي الجليد أمريكي، ولد في 7 يوليو 1984 في رايز ليك في الولايات المتحدة.

## وصلات خارجية
- جوش إنجل على موقع دوري الهوكي الوطني (الإنجليزية)
- جوش إنجل على موقع EliteProspects.com (الإنجليزية)
- جوش إنجل على موقع HockeyDB.com (الإنجليزية)